# Lispe canadensis
Lispe canadensis este o specie de muște din genul Lispe, familia Muscidae, descrisă de John Otterbein Snyder în anul 1954. Conform Catalogue of Life specia Lispe canadensis nu are subspecii cunoscute.